# Jaan Kross
Jaan Kross   (Tallinn, 19 de febrer de 1920 - Tallinn, 27 de desembre de 2007) va ser un escriptor, poeta, assagista i traductor estonià, considerat una de les figures més destacades de la literatura estoniana del segle XX. La seva obra, especialment les novel·les històriques, ha estat traduïda a més de 25 idiomes.

## Biografia
Kross va estudiar dret a la Universitat de Tartu entre 1938 i 1944. Durant la Segona Guerra Mundial, va ser arrestat per les autoritats soviètiques i deportat a un camp de treball a Komi, al nord de Rússia, on va romandre fins al 1954. Després del seu retorn a Estònia, es va dedicar plenament a l'escriptura.
Va ser membre actiu de la vida cultural i política del seu país: va exercir com a secretari de la Unió d'Escriptors de la RSS d'Estònia (1976–1981), va ser diputat al Riigikogu (1992–1993) i va rebre diversos reconeixements, com el títol de doctor honoris causa per les universitats de Tartu (1989) i Hèlsinki (1990). També va ser nomenat professor de les arts lliures a la Universitat de Tartu el 1998.

## Obra
La producció literària de Kross es caracteritza per la combinació de rigor històric i reflexió sobre la condició humana. Les seves novel·les sovint exploren períodes clau de la història d'Estònia, utilitzant personatges ficticis o figures històriques per abordar temes com la identitat nacional, la llibertat individual i la resistència cultural.

### Novel·les
- Kolme katku vahel I–IV (Entre les tres plagues, 1970–1980)
- Keisri hull (El boig del tsar, 1978)
- Rakvere romaan (La novel·la de Rakvere, 1982)
- Professor Martensi ärasõit (La marxa del professor Martens, 1984)
- Vastutuulelaev (Vaixell contravent, 1987)
- Wikmani poisid (Els nois de Wikman, 1988)
- Väljakaevamised (Excavacions, 1990)
- Tabamatus (Elusió, 1993)
- Mesmeri ring (Cercle de Mesmer, 1995)
- Paigallend (Trepitjant aire, 1998)
- Tahtamaa (2001)

Traduí també a l’estonià Shakespeare, Balzac, Heine, Brecht i Zweig, entre d’altres.